# Payraudeautia
Payraudeautia is een geslacht van weekdieren uit de klasse van de Gastropoda (slakken).

## Soorten
- Payraudeautia gruveli (Dautzenberg, 1910)
- Payraudeautia nubila (Dall, 1889)